# Hugues Alexandre Sinclair de Rochemont

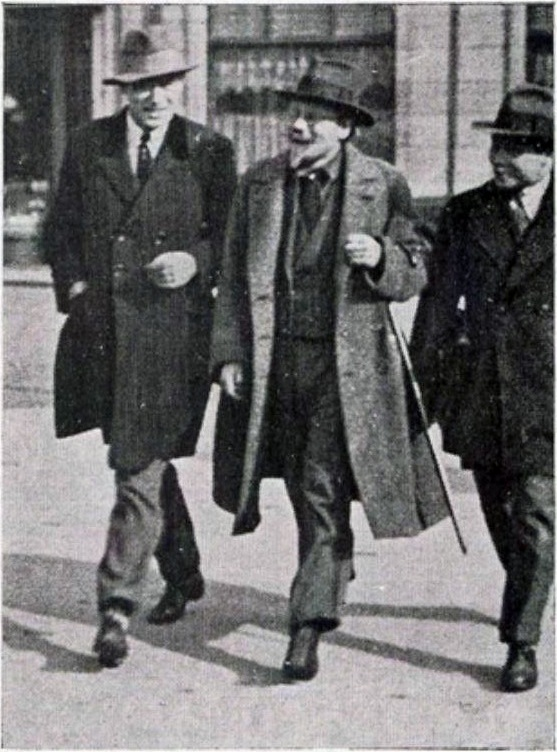
H.A. Sinclair de Rochemont (rechts), samen met Ernst Michel en Erich Wichmann (midden).

Hugues Alexandre Sinclair de Rochemont (Hilversum, 6 januari 1901 – nabij Grisi, Sovjet-Unie, 13 maart 1942) was een Nederlands fascist, nationaalsocialist, redacteur en dichter.

## Leven en werk
Hugo Sinclair de Rochemont was afkomstig uit een oude hugenotenfamilie. Het tweede deel van zijn familienaam zou hij later in zijn leven meestal weglaten. Sinclair, voor zijn vrienden 'Zinkie', studeerde indologie in Leiden. Deze studie beëindigde hij echter toen hij afgekeurd werd voor overheidsdienst in Nederlands-Indië.
Hoewel Sinclair met zijn studie begon in de maand waarin de Leidse hoogleraar dr. G.J.P.J. Bolland zijn academische carrière beëindigde, zou hij diepgaand door de opvattingen van deze aartsconservatief worden beïnvloed. Ook de fascistische revolutie van Benito Mussolini in 1922 had zijn grote bewondering.

### Verbond van Actualisten
De antidemocratische opvattingen van Bolland hebben hun doorwerking gevonden in het beginselprogramma van het Verbond van Actualisten (VvA), dat Sinclair in december 1922 samen met onder anderen Alfred Haighton oprichtte. Dit verbond was de eerste fascistische politieke partij in Nederland. Kenmerk van het VvA was de imitatie van de Italiaanse fascistische organisatiemethode en strijdwijze en het zich richten op de arbeiders en kleine burgerij. Bollands antisemitische opvattingen kwamen overigens in het programma van het VvA niet voor. Een tijdlang was Sinclair de feitelijke ideoloog van het VvA. Ook werd hij redacteur van De Vaderlander, het weekblad van het VvA.
Zijn tijdgenoten omschreven Sinclair als een man van grote intelligentie, maar met weinig contactuele vaardigheden, die daardoor moeilijk in de omgang was. Hij toonde zelden emoties en spaarde in gesprekken niemand met zijn kritische opmerkingen. Hij werd gekenschetst als een melancholicus, die moeilijk voor zichzelf was, maar zeker ook voor anderen. Een zeker esthetisch gevoel moet hem hebben gekenmerkt, want onder het pseudoniem H. Asder schreef hij gedichten. Zijn dichtbundel Keuze liet hij in 1938 in zeer kostbare en luxueuze vorm uitgeven, met een grote kopergravure van de vooraanstaande Engelse kunstenaar John Buckland Wright. 
Hij was een romanticus, een liefhebber van samenzweren en minder geknipt voor de alledaagse praktijk van de politiek. Het VvA verwaterde vrij spoedig en in 1926 viel de beweging uit elkaar.

### Vereeniging De Bezem
Haighton, die actief wilde blijven op politiek gebied, wist Sinclair, die inmiddels zijn studies gestaakt had, over te halen om als redacteur mee te werken aan De Bezem - Fascistisch Weekblad voor Nederland. Op 9 december 1927 verscheen de eerste uitgave van dit antidemocratisch weekblad. Het succes was van dien aard, dat redacteur Sinclair en financier Haighton op 15 december 1928 overgingen tot oprichting van de Vereeniging De Bezem. In de ontwerp-statuten stelde de vereniging zich tot doel, om als rechtspersoon met wettige middelen de ontwikkeling van het fascisme te bevorderen, zowel metterdaad als in woord en geschrift.
Belangrijk voor het blad De Bezem was de medewerking vanaf februari 1928 van de bohemien en kunstenaar Erich Wichman(n). Wichmann was enthousiast over zowel het blad als de groep De Bezem. Tussen hem en Sinclair ontstond een hechte vriendschap en Wichmann schreef tot aan zijn dood in 1929 reeksen artikelen voor het blad. Tevens werden een aantal van zijn litho's in De Bezem afgedrukt. Ook de medewerking van Jan Baars aan het blad, onder de naam Hein Boezeroen, maakte de uitgave populair bij de lezer.
Rivaliteit tussen de populaire volksspreker Baars en de dromerige partijideoloog Sinclair zorgde ervoor dat de vereniging in tweeën spleet. Haighton en Baars gingen in maart 1930 gezamenlijk door met De Bezem. Sinclair gaf vanaf die maand De Nood-Bezem uit, maar zag zich vanwege geldzorgen en kwaliteitsverlies gedwongen in september 1931 te stoppen met deze nooduitgave. Slechts een klein groepje getrouwen hield hij over. De rest ging geleidelijk over naar De Bezem van Baars en van Haighton, wier vereniging werd omgezet in de stichting Algemeene Nederlandsche Fascisten Bond (ANFB).

### Verbond van Nationaal Solidaristen in Rijks-Nederland
Sinclair richtte de blik zuidwaarts en zocht contact met Joris van Severen, die in België met zijn Dinaso enig politiek succes had. Van Severen voelde er echter niets voor om met de onbetekenende groep van Sinclair in zee te gaan. Vooruitlopend op een eventuele samenwerking met Van Severen, richtte Sinclair de groot-Nederlandse beweging het Verbond van Nationaal Solidaristen in Rijks-Nederland op. Op 14 januari 1932 verscheen De Aanval, het blad van de solidaristen. Een lang leven was het blad niet beschoren. Na vier afleveringen moest men de uitgave staken. Een hernieuwde poging met het blad De Doordrijver in 1934 mislukte eveneens. Na deze laatste stuiptrekking trok Sinclair zich terug uit het openbare politieke leven.

### Tweede Wereldoorlog
In de loop van de jaren dertig ontwikkelde Sinclair zich tot een fanatiek vertegenwoordiger van de SS-richting in het Duitse nationaalsocialisme. Na de Duitse inval in Nederland in mei 1940 meldde hij zich bij het Vrijwilligers Legioen Nederland. Zijn oude vriend Alfred Haighton maakte de Duitse autoriteiten wijs dat Sinclair een moordaanslag op Mussert voorbereidde. Ook vertelde hij dat Sinclair homoseksueel was. De laatste werd door de Duitsers vervolgens bijna vier maanden gevangen gehouden. Het verminderde zijn enthousiasme voor het fascisme nauwelijks. Als 'Sturmmann' in de Waffen-SS en drager van het IJzeren Kruis 2e klasse, sneuvelde hij op 13 maart 1942 in Grisi nabij Leningrad aan het oostfront.

## Archief
Het Brabants Historisch Informatie Centrum in 's-Hertogenbosch verwierf in 1971 het persoonlijk archief van Sinclair. Het is erg onvolledig, maar bevat onder andere stukken betreffende het Verbond van Actualisten, De Bezem en De Nood-Bezem, en het Verbond van Nationaal Solidaristen in Rijks-Nederland.